# Ribera del Guadiana

Weinbaugebiet Ribera de Guadiana

Das Weinbaugebiet Ribera del Guadiana (Denominación de Origen (D.O.)) erstreckt sich über Teile der Provinzen Badajoz und Cáceres; diese gehören zur spanischen autonomen Gemeinschaft Extremadura im Südwesten des Landes nahe der Grenze zu Portugal. Es wurde nach dem Fluss Guadiana benannt, welcher die Extremadura bzw. das Weinbaugebiet in westlicher Richtung durchfließt.

## Geschichte
Nach ersten Vorschriften aus dem Jahr 1997 wurde die Denominación de Origen Ribera del Guadiana im April 1999 aus 6 ehemaligen Landweinbereichen (Vino de la Tierra) gebildet, die heute weiterhin als Subzonen existieren. Dies sind in der nördlich gelegenen Provinz Cáceres in der Sierra de Guadelupe und deren Ausläufern die Subzonen Cañamero mit 5 Gemeinden und Montánchez (27 Gemeinden). Südlich und östlich des Guadiana in der Provinz Badajoz wurden die Subzonen Matanegra (8 Gemeinden), Ribera Alta de Guadiana (38 Gemeinden), Ribera Baja de Guadiana (11 Gemeinden) und Tierra de Barros (36 Gemeinden) definiert.
Die Anerkennung der geschützten Herkunftsbezeichnung D.O. geht auf Bemühungen einiger Bodegas der Subzone Tierra de Barros zurück; diese ist mit der größten Anbaufläche die bedeutendste Subzone und hatte bereits 1979 vorübergehend den D.O.-Status.

## Klima
Das Klima unterscheidet sich innerhalb der teilweise recht weit voneinander entfernt liegenden Subzonen nicht wesentlich. Es ist kontinental mit atlantischen Einflüssen und bringt heiße, trockene Sommer und nicht zu kalte Winter. Niederschläge von etwa 450 bis 500 mm/Jahr (in den höher gelegenen, nördlichen Subzonen Cañamero und Montánchez mit 500 bis 800 mm/Jahr auch darüber) und der Guadiana sorgen für ausreichend Wasser.

## Böden
Die Böden der Subzonen Cañamero und Montánchez im Norden sind eher karg und steinig (Schiefer). Die Subzonen der Provinz Badajoz (speziell Tierra de Barros) bieten in den Flusstälern des Guadiana und seiner Nebenflüsse fruchtbare Schwemmlandböden. In der Subzone Ribera Alta im Osten der Provinz Badajoz sind sandige Böden vorherrschend.

## Weine
Für die Erzeugung von Weinen entsprechend der Klassifikation ist eine relativ große Anzahl von Rebsorten zugelassen:
- Weiß (Blancos): Alarije, Borba blanca, Cayetana Blanca, Pardina, Viura (Macabeo), Chardonnay, Chelva (Montua), Eva (Beba de los Santos), Malvar, Parellada, Pedro Ximénez, Verdejo
- Rot (Tintas): Garnacha Tinta, Tempranillo (Cencibel / Tinto Fino), Bobal, Cabernet Sauvignon, Graciano, Mazuela, Merlot, Monastrell, Syrah

In den beiden Subzonen der Provinz Cáceres wird eher Weißwein erzeugt. In den südlicher gelegenen Subzonen (speziell Tierra de Barros) dominiert Rotwein (Tempranillo).
In den Subzonen ist die hauptsächliche Verwendung folgender Trauben vorgeschrieben:
- Ribera Alta: Chelva, Pedro Ximénez, Alarije, Borba, Garnacha Tinta, Tempranillo, Cayetana Blanca
- Tierra de Barros: Cayetana Blanca, Pardina, Viura, Montua, Garnacha Tinta, Tempranillo
- Matanegra: Cayetana Blanca, Eva, Garnacha Tinta, Tempranillo
- Ribera Baja: Cayetana Blanca, Pardina, Viura, Montua, Garnacha Tinta, Tempranillo
- Montánchez: Borba, Pedro Ximénez, Garnacha Tinta, Tempranillo, Malvar
- Cañamero: Alarije, Verdejo, Garnacha Tinta, Tempranillo

Der Alkoholgehalt bei Weißweinen (Blancos) und Roséweinen (Rosados) muss mindestens 10 % Vol. betragen; Rotweine (Tintos) müssen mindestens 11 % Vol. aufweisen.